# Dysmachus ornatus
Dysmachus ornatus är en tvåvingeart som beskrevs av Oskar Theodor 1980. Dysmachus ornatus ingår i släktet Dysmachus och familjen rovflugor.
Artens utbredningsområde är Israel. Inga underarter finns listade i Catalogue of Life.